# Gyrophaena rousi
Gyrophaena rousi är en skalbaggsart som beskrevs av Dvo?ák 1966. Gyrophaena rousi ingår i släktet Gyrophaena, och familjen kortvingar. Arten är reproducerande i Sverige.